# Liste der denkmalgeschützten Objekte in Silbertal
Die Liste der denkmalgeschützten Objekte in Silbertal enthält die 7 denkmalgeschützten, unbeweglichen Objekte der Gemeinde Silbertal im Montafon.

## Denkmäler
| Foto |                 | Denkmal                                                                                 | Standort                                          | Beschreibung | Metadaten |
| ---- | --------------- | --------------------------------------------------------------------------------------- | ------------------------------------------------- | --- | --- |
| ja   | Datei hochladen | Kath. Pfarrkirche hll. Josef und Nikolaus und Friedhof HERIS-ID: 74881 Objekt-ID: 88329 | Dorfstraße 1 Standort KG: Silbertal               | Die Pfarrkirche in Silbertal wurde 1892/1893 in neugotischem Stil als Ersatz für einen abgebrochenen Vorgängerbau des 14. Jahrhunderts nach Plänen des Architekten Friedrich von Schmidt errichtet. | BDA-Hist.: Q2082970 Status: § 2a Stand der BDA-Liste: 2025-06-30 Name: Kath. Pfarrkirche, hll. Josef und Nikolaus mit Friedhof GstNr.: .1, 36 Pfarrkirche Silbertal |
| ja   | Datei hochladen | Kath. Filialkirche, hl. Agatha HERIS-ID: 74876 Objekt-ID: 88324                         | östlich Kristbergstraße 45 Standort KG: Silbertal | Die spätgotische Kristbergkirche, datiert auf die Zeit um 1400, wurde 1450 erstmals urkundlich erwähnt und 1507 unter Baumeister Kasper Schop aus Bludenz vergrößert.                               | BDA-Hist.: Q1789167 Status: § 2a Stand der BDA-Liste: 2025-06-30 Name: Kath. Filialkirche, hl. Agatha GstNr.: .169 Kristbergkirche                                  |
| ja   | Datei hochladen | Wohnhaus HERIS-ID: 74886 Objekt-ID: 88339                                               | Mattastraße 8 Standort KG: Silbertal              | Das Wohnhaus in teilweise verschindelter Kopfstrickbauweise ist traufseitig erschlossen. | BDA-Hist.: Q38137280 Status: § 2a Stand der BDA-Liste: 2025-06-30 Name: Wohnhaus GstNr.: 51/7 Silbertal Wohnhaus Matta 11                                           |
| ja   | Datei hochladen | Ehemaliger Pfarrhof HERIS-ID: 74884 Objekt-ID: 88337                                    | Pfarrweg 7 Standort KG: Silbertal                 | Der Wohnteil des ehemaligen Pfarrhofs ist in verschindeltem Blockwerk errichtet und traufseitig erschlossen.                                                                                        | BDA-Hist.: Q38137266 Status: § 2a Stand der BDA-Liste: 2025-06-30 Name: Ehemaliger Pfarrhof GstNr.: .5 Former rectory Silbertal                                     |
| ja   | Datei hochladen | Wohnhaus HERIS-ID: 46738 Objekt-ID: 48877                                               | Schulweg 5 Standort KG: Silbertal                 | Das Wohnhaus des Paarhofs ist in Kopfstrickbauweise errichtet. | BDA-Hist.: Q38023318 Status: Bescheid Stand der BDA-Liste: 2025-06-30 Name: Wohnhaus GstNr.: .223                                                                   |
| ja   | Datei hochladen | Bildstock HERIS-ID: 74878 Objekt-ID: 88326                                              | Buchenstraße 36A, bei Standort KG: Silbertal      | | BDA-Hist.: Q38137236 Status: Bescheid Stand der BDA-Liste: 2025-06-30 Name: Bildstock GstNr.: 1212 Silbertal Bildstock 88326                                        |
| BW   | Datei hochladen | Pingenfeld Kristbergsattel HERIS-ID: 113107 Objekt-ID: 131340seit 2019                  | Standort KG: Silbertal                            | Im Pingenfeld sind große rund Halden, oft Reste von Prospektionsschächten des hochmittelalterlichen Bergbaus, erkennbar. Das Pingenfeld erstreckt sich über die Gemeinden Dalaas und Silbertal.     | BDA-Hist.: Q105646928 Status: Bescheid Stand der BDA-Liste: 2025-06-30 Name: Pingenfeld Kristbergsattel GstNr.: 723/1                                               |

## Ehemalige Denkmäler
| Foto |                 | Denkmal                                   | Standort                                         | Beschreibung                                                                   | Metadaten |
| ---- | --------------- | ----------------------------------------- | ------------------------------------------------ | ------------------------------------------------------------------------------ | --- |
| ja   | Datei hochladen | Flur-/Wegkapelle Objekt-ID: 88325bis 2012 | an der Straße nach Buchen Standort KG: Silbertal | Anmerkung: Der Bildstock wurde im September 2012 bei einem Felssturz zerstört. | BDA-Hist.: Q106679645 Status: Bescheid Stand der BDA-Liste: 2012-06-06 Name: Flur-/Wegkapelle GstNr.: 1222/2 |